# Mieke Smeets-Janssen
Maria Helena Catharina (Mieke) Smeets-Janssen (Heerlen, 30 mei 1938) is een Nederlands voormalig bestuurder en politica namens de PvdA. Ze was in twee periodes lid van de Eerste Kamer.

## Loopbaan
Smeets-Janssen was lokaal en regionaal actief voor de PvdA in Limburg en was onder meer gewestelijk voorzitster. Van 10 juni 1981 tot 13 september 1983 en van 23 juni 1987 tot 11 juni 1991 was Smeets-Janssen lid van de Eerste Kamer der Staten Generaal. Hier was ze met name belast met volksgezondheid maar voerde ook het woord over defensie.
Hiernaast had Smeets-Janssen diverse bestuurlijke functies waaronder voorzitster van het bestuur van de Hogeschool Sittard en lid van het bestuur van RIAGG-Midden-Limburg, Psychiatrisch Centrum Venray en van het bestuur van de Landelijke Vereniging Thuiszorg.
- Parlement.com: vg09llmxt7yh